# Ciro Verratti
Ciro Verratti   (Archi, 17 d'agost de 1907 - Milà, 6 de juliol de 1971) va ser un tirador d'esgrima italià, especialista en floret, que va competir durant les dècades de 1920 i 1930.
El 1936 va prendre part en els Jocs Olímpics de Berlín, on guanyà la medalla d'or en la prova del floret per equips del programa d'esgrima. En el seu palmarès també destaquen dues medalles d'or al Campionat del món d'esgrima, el 1929 i 1935.
El 1937 va prendre part en la pel·lícula Il Corsaro nero, dirigida per Amleto Palermi. Posteriorment va treballar com a periodista esportiu, sent el corresponsal especial del Corriere della Sera al Giro d'Itàlia i el Tour de França. El 1971 va patir un accident de cotxe a la fi de la 14a etapa del Giro que li acabaria provocant la mort un mes després.